# 高丸山 (上勝町・那賀町)
高丸山（たかまるやま）は、徳島県勝浦郡上勝町と同県那賀郡那賀町の境界に位置する山である。標高1,438.8m。中部山渓県立自然公園に属する。四国百名山指定。高丸山東斜面は徳島県立高丸山千年の森として整備されている。

## 地理
勝浦郡上勝町と旧那賀郡木沢村の境界上にあり、雲早山から南東方約3.5Kmに位置する。阿波志には「高山、八重地にあり。郡中最も高し」とあり、文化期の「勝浦郡分間絵図」などにも単に「高山」と記されている。
高丸山の名称は明治期に入ってから呼ばれるようになり、なだらかな円形の山で、山自体が信仰の対象になっている。勝浦川上流・旭川の岸辺に高丸山遥拝所がある。高丸山と額を懸けた鳥居だけあり、鳥居の中央に高丸山の頂上が納まって見える。
高丸山の南東斜面約29haは県の自然環境保全地域の第一号に昭和52年に指定された。標高1,100mから山頂までの間は、樹高20mの大樹を含むブナ原生林で、ハリギリ・ミズメ・コハウチワカエデ・イヌシデ・ヒメシャラ・アオハダなどが自生する。草木ではスズタケが優占し、クマシデ・シコクトリアシショウマの群生があり、珍種ではオオバイケイソウなども見られる。
野鳥は32科70種、哺乳類は15科28種が確認され、ニホンカモシカも目撃されている。地質上は秩父帯に属し砂岩および泥岩からなる。

## ギャラリー

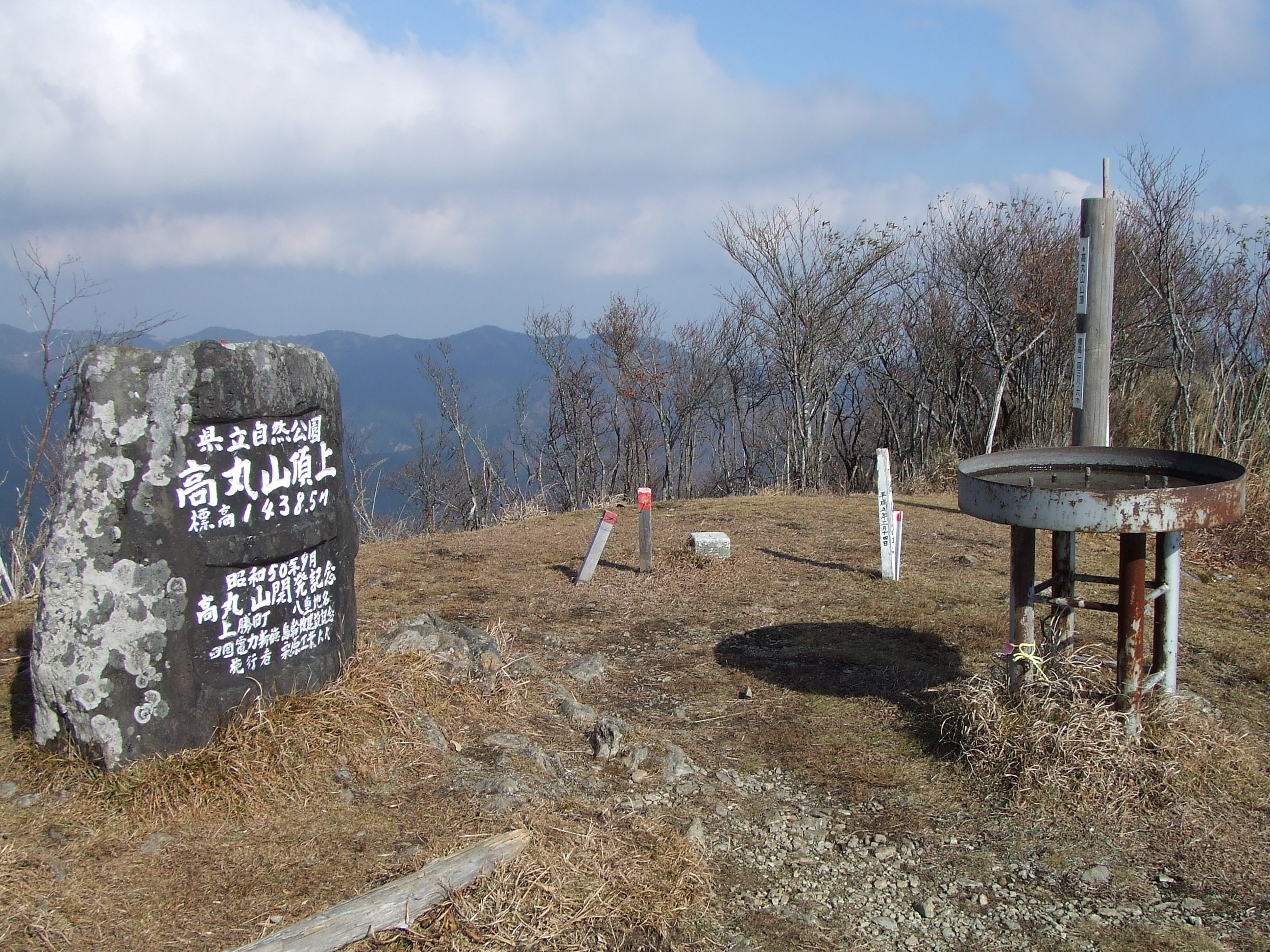
頂上